# Bert Morrison
Bertram Clifford "Bert" Morrison, född 10 januari 1880 i Toronto, död 23 april 1969, var en kanadensisk professionell ishockeyspelare. Morrison spelade som rover, en position mellan försvarsspelarna och anfallsspelarna, och representerade under sin karriär bland annat Pittsburgh Keystones, Portage Lakes Hockey Club, Calumet Miners, Montreal Shamrocks, Toronto Professionals, Montreal Wanderers och Haileybury Hockey Club.
Morrison inledde sin professionella karriär med Pittsburgh Keystones i den semiprofessionella ligan Western Pennsylvania Hockey League säsongen 1901–02. Keystones vann WPHL samma säsong och bland lagkamraterna fanns Riley Hern, Garnet Sixsmith och Harry Peel. Peel erkände 1902 att han hade fått betalt för att spela för klubben och även Morrison utreddes av Ontario Rugby Football Union och Ontario Hockey Association för att ha gjort det samma.
Säsongen 1903–04 spelade Morrison för Portage Lakes Hockey Club och gjorde sammanlagt 94 mål på 25 matcher. Bland lagkamraterna i Portage Lakes HC fanns Hod Stuart, Bruce Stuart, Riley Hern och Jack Gibson, vilka alla senare valdes in i Hockey Hall of Fame.

## Statistik
Trä. = Träningsmatcher, NYSHL = New York Senior Hockey League
| 1901–02     | Pittsburgh Keystones      | Trä.        | 7  | 11 | 2 | 13 | 2  | – | –  | – | –  | – |
|             |                           | WPHL        | 13 | 10 | 4 | 14 | 8  | – | –  | – | –  | – |
| 1902–03     | New York Athletic Club    | NYSHL       | –  | –  | – | –  | –  | – | –  | – | –  | – |
| 1903–04     | Portage Lakes Hockey Club | Trä.        | 14 | 68 | 0 | 68 | 4  | – | –  | – | –  | – |
|             |                           | US Pro      | –  | –  | – | –  | –  | 9 | 24 | 0 | 24 | 6 |
|             |                           | World Pro   | –  | –  | – | –  | –  | 2 | 2  | 0 | 2  | 4 |
| 1904–05     | Portage Lakes Hockey Club | IPHL        | 12 | 10 | 0 | 10 | 8  | – | –  | – | –  | – |
| 1905–06     | Toronto Professionals     | Trä.        | –  | –  | – | –  | –  | – | –  | – | –  | – |
| 1906–07     | Calumet Miners            | IPHL        | 22 | 28 | 7 | 35 | 31 | – | –  | – | –  | – |
| 1907–08     | Montreal Shamrocks        | ECAHA       | 7  | 12 | 1 | 13 | 15 | – | –  | – | –  | – |
|             | Montreal Wanderers        | World Pro   | –  | –  | – | –  | –  | 1 | 0  | – | 0  | – |
| 1908        | Toronto Professionals     | OPHL        | 9  | 22 | 0 | 22 | 22 | – | –  | – | –  | – |
|             | Toronto Professionals     | Stanley Cup | –  | –  | – | –  | –  | 1 | 0  | 0 | 0  | 0 |
| 1908–09     | Haileybury Hockey Club    | TPHL        | 2  | 0  | 0 | 0  | 2  | – | –  | – | –  | – |
| 1909–10     |                           |             | –  | –  | – | –  | –  | – | –  | – | –  | – |
| 1910–11     | Haileybury Hockey Club    | TPHL        | –  | –  | – | –  | –  | – | –  | – | –  | – |
| 1911–12     | Toronto Professionals     | Trä.        | 1  | 1  | 0 | 1  | –  | – | –  | – | –  | – |
| IPHL totalt | IPHL totalt               | IPHL totalt | 34 | 38 | 7 | 45 | 39 | – | –  | – | –  | – |

Statistik från Society for International Hockey Research på sihrhockey.org